# Zoran Krezic
Zoran Krezic (* 16. August 1979) ist ein ehemaliger deutscher Basketballspieler. Der 1,90 Meter große Aufbauspieler spielte zu Beginn der Nullerjahre für Hamburg und Würzburg in der Bundesliga.

## Laufbahn
Krezic, ein Sohn kroatischer Eltern, zog 1992 mit seiner Familie aufgrund des Krieges von Banja Luka in Bosnien nach Hollern im nördlichen Niedersachsen um. Als Jugendlicher wechselte er 1996 vom VfL Stade zum SC Rist Wedel und schaffte dort den Sprung in die Zweitligamannschaft des Vereins. Zur Saison 2000/01 wechselte er zum Wedeler Erzrivalen BCJ Hamburg in die Bundesliga und bestritt 23 Saisoneinsätze (3 Punkte und 1,3 Vorlagen/Spiel) für die Hanseaten. Ende Mai 2001 erzielte Krezic gegen Ulm mit 15 Punkten den Höchstwert seiner Bundesliga-Zeit. Er wurde in der Sommerpause 2001 von einem anderen Erstligisten, DJK S.Oliver Würzburg, verpflichtet. In Würzburg spielte er wie in Stade und Wedel an der Seite seines älteren Bruders Darko. Nach einem Jahr in Würzburg und 18 Bundesliga-Einsätzen für die Mannschaft (2,4 Punkte/Spiel) beendete er seine Profilaufbahn wegen Hüftbeschwerden, die laut ärztlichem Rat eine Verringerung des Trainingsumfangs unvermeidlich machten.
Krezic kehrte nach Stade zurück, wo er ab der Saison 2002/03 für den VfL in der Regionalliga spielte. Bis 2012 durchlief Krezic ein Studium an der Sporthochschule in Köln, das er 2012 mit einer Diplomarbeit über die Vermarktung von Basketball-Bundesligisten abschloss. Teils gleichzeitig zu seinem Studium war er Trainer beim VfL Pinneberg (später BG Halstenbek/Pinneberg) und in die Jugendarbeit des Eimsbütteler TV eingebunden. 2010 wurde die männliche U16 Pinnebergs unter seiner Leitung norddeutscher Meister. 2012 führte er die Herrenmannschaft der BG Halstenbek/Pinneberg als Trainer zum Meistertitel in der 2. Regionalliga und zum Aufstieg in die 1. Regionalliga, wo er die Mannschaft weiterhin betreute und als Spielertrainer auch auf dem Parkett mitwirkte. Im Januar 2013 gab er das Traineramt an Mario Protuder ab und verstärkte die Mannschaft danach ausschließlich als Spieler. Das Spieljahr 2012/13 endete mit dem Abstieg aus der 1. Regionalliga, es war Krezic' letzte Saison bei der BG Halstenbek/Pinneberg. Später gründete er ein Unternehmen, das Fitnesskurse anbietet, und brachte sich als Trainer in die Nachwuchsarbeit des Hamburger Vereins SC Ottensen ein.
Im Sommer 2024 wurde Krezic Co-Trainer der Damen des Eimsbütteler TV, die zuvor in die 2. Bundesliga aufgestiegen waren.